# Rudolf Sieber
Rudolf Emilian „Rudi“ Sieber (* 20. Februar 1897 in Aussig, Böhmen, Österreich-Ungarn; † 24. Juni 1976 in Sylmar, Los Angeles, Kalifornien, USA) war ein US-amerikanischer Aufnahmeleiter, der etwa von 1921 bis 1935 im Filmgeschäft aktiv war.

## Leben und Karriere
Von 1921 an arbeitete Sieber als Aufnahmeleiter, unter anderem für die Stummfilme Der Mönch von Santarem (1924), Schatten der Weltstadt (1925) und Luther – Ein Film der deutschen Reformation (1927). Später schrieb er zusammen mit Edwin J. Burke das Drehbuch für den sehr populären Film Bad Girl (1931).
Ende des Jahres 1922 lernte er die damals noch unbekannte Schauspielerin Marlene Dietrich kennen, die er am 17. Mai 1923 in Berlin heiratete. Mit ihr hatte er eine Tochter, Maria Riva (geborene Maria Elisabeth Sieber, * 13. Dezember 1924 in Berlin). Das Ehepaar trennte sich bereits Mitte der 1930er Jahre, blieb aber bis zum Tod Siebers verheiratet.
Von 1953 an lebte Rudolf Sieber mit seiner Lebensgefährtin Tamara Matul (1905–1965) auf einer Geflügelfarm in San Fernando Valley, wo er eine erfolgreiche Geflügelzucht betrieb und Eier verkaufte.
Rudolf Sieber starb am 24. Juni 1976 an Prostatakrebs. Er wurde auf dem Hollywood Forever Cemetery in Los Angeles bestattet.